# Романова, Ева
Ева Романова (чеш. Eva Romanová; родилась 27 января 1946 года в Оломоуце, Чехословакия) — чехословацкая фигуристка, выступавшая в танцах на льду со своим братом Павлом Романом; четырёхкратные 
чемпионы мира и двукратные чемпионы Европы.

## Биография

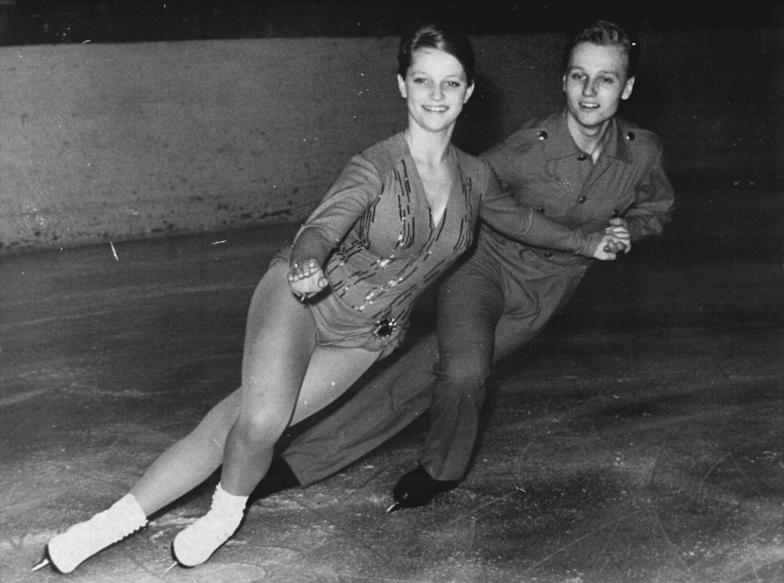
Ева Романова и Павел Роман в 1962 году

Ева и Павел стали заниматься танцами на льду, когда ей было 13, а ему 15 лет. До этого они пробовали себя в парном катании, но особых успехов не достигли.
В начале 1960-х они под руководством опытного тренера Милы Новаковой приступают к изучению техники танцев. Интересно, что к Миле Новаковой обратился отец Евы и Павла, просто раздобыв где-то телефон тренера.
Им нравились бурные латиноамериканские ритмы, а на фоне традиционно «паркетной» танцевальной музыки их постановки звучали вызывающе. Успех пришел не сразу.
Первая завоеванная медаль — бронза чемпионата Европы 1962 года. На чемпионате мира того же года в Праге они, неожиданно для всех, становятся первыми. Это было необычно для танцевальных соревнований того времени, традиционно чемпионы Европы выигрывали и чемпионат мира, но чтобы первой стала третья европейская пара — такое случилось в первый раз. И это событие дало толчок к рождению нового танцевального направления.
Однако верхняя ступенька пьедестала чемпионата Европы не покорилась им в следующем году — они вторые. Но Ева и Павел смогли быстро собраться, и на чемпионате мира того же года они снова первые. И два следующих сезона брат и сестра занимали первые места на чемпионатах и Европы, и мира (в программу Олимпийских игр танцы на льду тогда не были включены).
Окончив любительскую карьеру, они выступали в шоу-ревю «Holiday on Ice».
Ева вышла замуж за Джека Грехама и жила с ним на ферме в Техасе. Сейчас Ева и Джек живут в Чехии, в Липнице.

## Спортивные достижения

### Пары
| Соревнования/Сезоны     | 1957 | 1958 | 1959 |
| ----------------------- | ---- | ---- | ---- |
| Чемпионаты Европы       |      |      | 12   |
| Чемпионаты Чехословакии | 3    | 2    | 2    |

### Танцы
| Соревнования/Сезоны | 1958-59 | 1959-60 | 1960-61 | 1961-62 | 1962-63 | 1963-64 | 1964-65 |
| ------------------- | ------- | ------- | ------- | ------- | ------- | ------- | ------- |
| Чемпионаты мира     |         |         |         | 1       | 1       | 1       | 1       |
| Чемпионаты Европы   | 7       | 7       | 5       | 3       | 2       | 1       | 1       |